# 久能山長五郎
久能山 長五郎（くのうざん ちょうごろう、1908年7月25日 - 1956年2月26日）は、静岡県駿東郡長泉町出身で宮城野部屋に所属した元大相撲力士。本名は下山 準一。最高位は十両5枚目。

## 経歴
元横綱鳳谷五郎の宮城野部屋に入門し、1922年1月に初土俵を踏む。1934年1月「三嶌岳」の四股名で十両に昇進。翌5月では最高位の西十両5枚目まで上がったが、1勝10敗と大きく負け越し、幕下に落ちた。「久能山」と改名した後の1936年5月十両に復帰したが、5勝6敗と負け越し、再び幕下に落ちた。1939年1月に廃業。若者頭となったが、1945年の終戦直後にメチルアルコールを飲んだため失明状態となり、相撲協会を離れた。その後は故郷で按摩業に従事した。1956年死去。

## 改名
三嶌浦→三嶌岳→久能山